# مارك لي (ممثل سنغافوري)
مارك لي (بالصينية: 李國煌؛ بالإنجليزية: Mark Lee) هو مخرج وممثل سنغافوري، ولد في 16 أكتوبر 1968 في سنغافورة.

## وصلات خارجية
- مارك لي على موقع IMDb (الإنجليزية)
- مارك لي على موقع أول موفي (الإنجليزية)
- مارك لي على موقع قاعدة بيانات الفيلم (الإنجليزية)
- مارك لي على موقع ليتربوكسد (الإنجليزية)
- مارك لي على موقع كينوبويسك (الروسية)